# Stenophilus hesperus
Stenophilus hesperus är en mångfotingart som först beskrevs av Chamberlin 1928.  Stenophilus hesperus ingår i släktet Stenophilus och familjen trädgårdsjordkrypare. Inga underarter finns listade i Catalogue of Life.